# Gleichstromschweißen
Als Gleichstromschweißen wird der Schweißvorgang unter Verwendung von Gleichstrom (im Gegensatz zum Wechselstromschweißen) bezeichnet. Schweißbare Materialien für dieses Verfahren sind unter anderem Stähle, Edelstähle und Sonderwerkstoffe wie Titan, Zirkonium und Nickel.
Das Gleichstromschweißen erfolgt meist mit negativ gepolter Wolframelektrode (Wolfram-Inertgasschweißen, kurz WIG/TIG-Schweißen).
Durch das Fließen der Elektronen von der Elektrode zum Werkstück entstehen am Werkstück die höheren und am Lichtbogenansatzpunkt der Wolframelektrode die niedrigeren Temperaturen. Die Wolframelektrode kann daher spitz zugeschliffen werden, wodurch der Lichtbogen stabil brennt und beim Schweißen besser geführt werden kann. Die Schmelzzone (der Einbrand) ist schmal und tief.